# Intrinsiek ongestructureerd eiwit

Conformationele flexibiliteit in het eiwit SUMO-1. Het centrale gedeelte toont een relatief geordende structuur. De N- en C-terminus daarentegen (respectievelijk links en rechts) zijn ‘intrinsiek ongestructureerd’ en kunnen vrij bewegen.

Een intrinsiek ongestructureerd eiwit (Engels: intrinsically disordered protein), ook wel ongeordend eiwit, is een eiwit waarvan de polypeptideketen niet volledig gevouwen is onder normale fysiologische condities. Deze eiwitten hebben daardoor geen vaste, stabiele ruimtelijke structuur. Dergelijke eiwitten nemen vaak wel een meer geordende structuur aan als ze hun interactiepartner binden, zoals een ander eiwit of een RNA-molecuul. Eiwitten kunnen volledig ongestructureerd zijn, of gedeeltelijk uit ongestructureerde elementen bestaan, zoals random coils, flexibele linkers of molten globules. Ze worden soms als aparte groep beschouwd, naast sferoproteïnen, vezeleiwitten en membraaneiwitten.
Ongeordendheid is een veelvoorkomend fenomeen. De ontdekking van intrinsiek ongestructureerde eiwitten ging in tegen het traditionele paradigma dat de eiwitfunctie afhangt van een vaste driedimensionale structuur. IDP's zijn ondanks hun ongeordende, sterk veranderlijke structuur een zeer grote en functioneel belangrijke eiwitklasse. Naar schatting bevinden 30–40% van de aminozuurresiduen in het eukaryotische proteoom zich in intrinsiek ongestructureerde gebieden. Variaties in ruimtelijke structuur en vouwing van eiwitten wordt bestudeerd in de eiwitdynamiek.

## Biologische functies

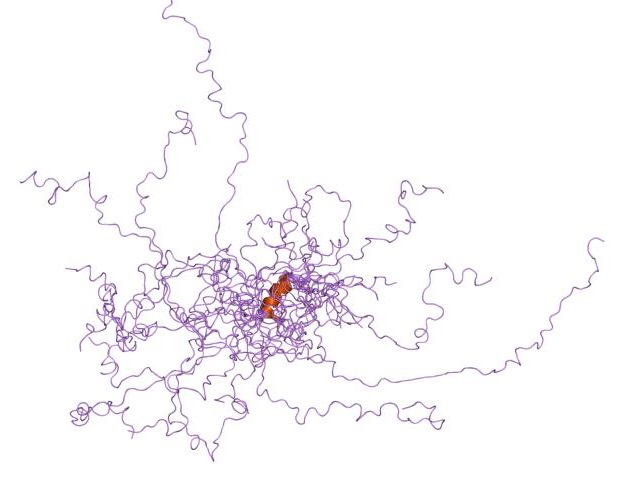
Een conformationeel geheel van NMR-structuren van het fosfoproteïne TSP9 uit thylakoïden, met vele flexibele eiwitketens.

Bij veel ongestructureerde eiwitten is aangetoond dat ze een sterke bindingsaffiniteit hebben voor enyzmen die posttranslationele modificaties uitvoeren. Hieruit werd geconcludeerd dat enige flexibiliteit van een eiwit nodig is om modificaties mogelijk te maken. De ongestructureerde eiwitten spelen dan ook met name een rol in signaleringsprocessen, transcriptie en instandhouding van chromatine. Daarnaast is vastgesteld dat genen die relatief nieuw zijn in de evolutie (de novo) vaker voor ongestructureerde eiwitten coderen.

### Flexibele linkers
Ongestructureerde eiwitten bevatten vrijwel altijd een beweeglijke verbinding (linker) tussen de eiwitdomeinen. De linkersequenties variëren in lengte maar zijn vaak rijk in polaire, ongeladen aminozuren, zoals tyrosine. Doordat de domeinen niet aan elkaar vast zitten maar vrijelijk kunnen bewegen, komt een interactie met andere moleculen makkelijk tot stand. Bovendien kan er bij het bindende molecuul een conformatieverandering worden geïnduceerd (allosterie).

### Lineaire motieven
Een lineair motief is een kort, ongestructureerd onderdeel van een eiwit waarmee functionele interacties met andere eiwitten of RNA- DNA en suikermoleculen tot stand kan worden gebracht. Dit is van belang bij veel reguleringsprocessen, bijvoorbeeld bij eiwitlokalisatie of controle van een enzymatische route. Door fosforylering van een lineair motief kan de bindingsaffiniteit van het eiwit sterk worden aangepast, soms wel meerdere ordes van grootte.